# لباس موتورسواری

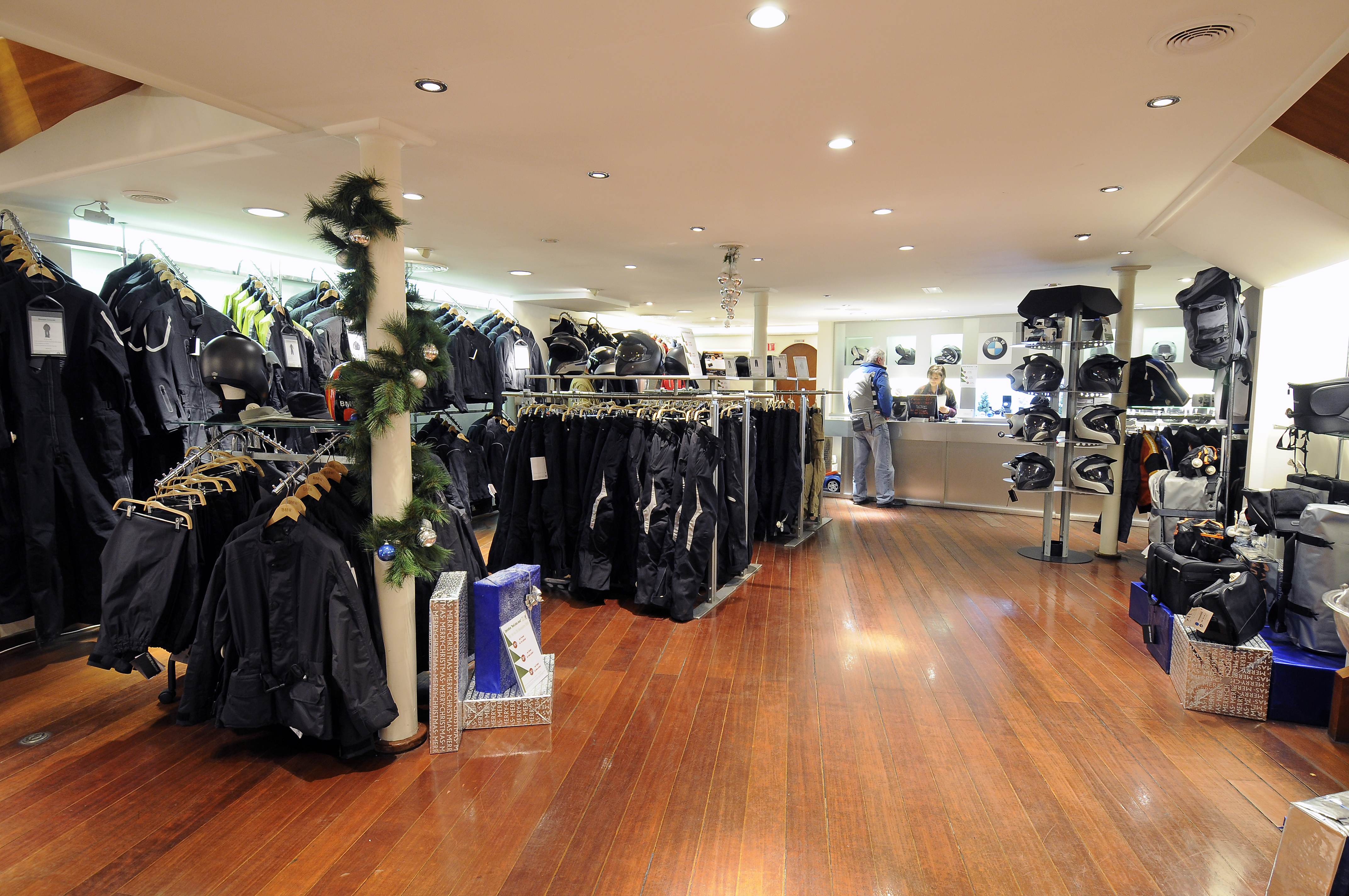
فروشگاه لوازم موتورسواری

لوازم موتورسواری، لباس و تجهیزات تخصصی است که توسط موتورسواران استفاده می‌شود. این لباس‌ها معمولاً چندین هدف را به‌طور همزمان انجام می‌دهند، از جمله محافظت در برابر آسیب تصادف، انحراف خورشید، بارش باران، هوای گرم، سرد یا هیدراته نگه داشتن موتورسوار، افزایش دید و بیان سبک یا هویت اجتماعی موتورسواران. دستگاه‌های تعبیه‌شده مانند گوشی‌های بلوتوثی، دستگاه‌های مسیریابی GPS و نگه دارندهٔ تلفن‌های همراه نیز از تجهیزات موتورسواری به حساب می‌آیند.

## محافظت در برابر تصادف

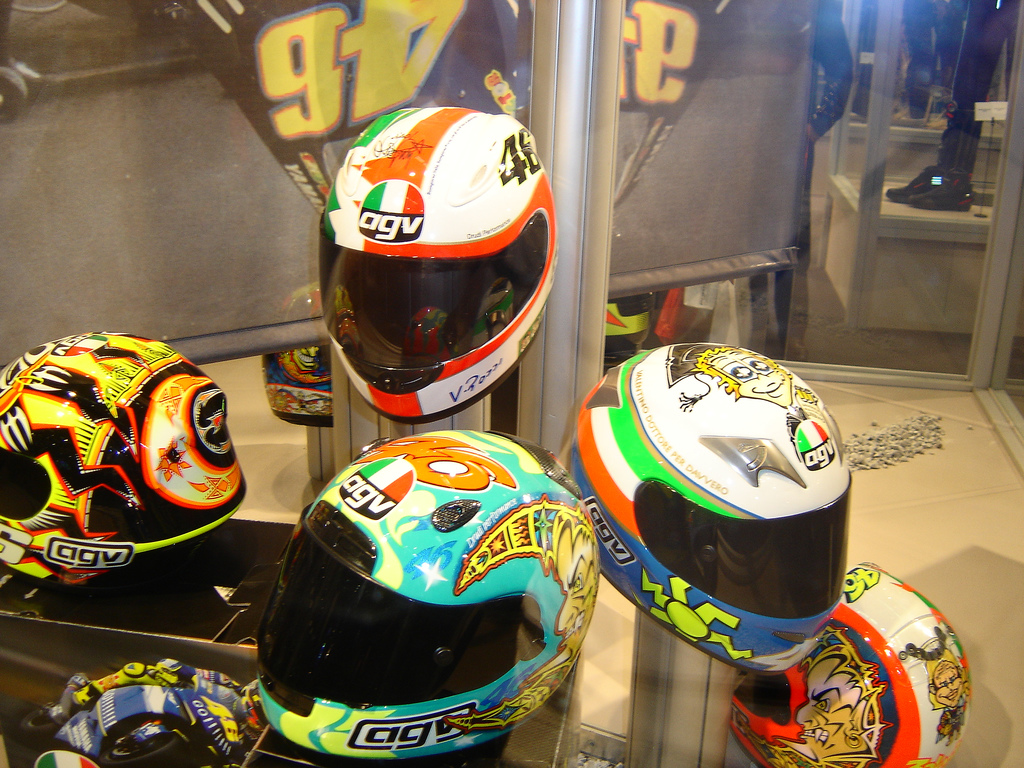
مجموعه ای از کلاه ایمنی موتورسیکلت که توسط مسابقه دهنده Moto GP والنتینو روسی استفاده می‌شود

برای محافظت در برابر تصادف، کلاه ایمنی اغلب اولین وسیله ای است که یک موتورسوار انتخاب می‌کند، در بسیاری از حوزه‌های قضایی، کلاه ایمنی تنها وسیله ای است که توسط قانون استفاده اش اجباری شده‌است. فراتر از آن، امروزه پوتین‌های ایمنی و ژاکت‌های محافظ دار به همراه گاردهای مخصوص زانو و دستکش‌ها نیز توسط بسیاری از موتورسواران خیابانی و تمام موتورسواران حاضر در مسابقات مورد استفاده قرار می‌گیرد. تحقیقاتی که توسط د روم و همکارانش انجام شد نشان داد که مقاومت لباس موتورسواری در برابر سایش، مقاومت در برابر ضربه و استحکام مناسب برای محافظت از موتورسوار مورد نیاز است.

## آب و هوا
بیشتر لباس‌های محافظ به عنوان محافظت در برابر وزش باد در هنگام سواری و در برابر هر نوع آب و هوایی، موتورسوار را گرم، خنک و خشک نگه می‌دارند، چه با عایق و تهویه غیرفعال، یا دستگاه‌های گرمایش یا سرمایش فعال. برخی از لباس موتورسیکلت از نظر طراحی مینیمالیستی هستند و فقط برای محافظت در برابر ضربه و ساییدگی عمل می‌کنند و به همین دلیل در نظر گرفته شده‌اند که با لباس‌های دیگر ترکیب شوند. اگر کلاه ایمنی موتورسیکلت دارای محافظ صورت شفاف نباشد، از عینک عادی یا عینک سواری برای محافظت از چشمان موتورسوار در برابر ریزگردها و حشرات جاده و همچنین محافظت در برابر باد و باران استفاده می‌شود.

## ظاهر
تجهیزات موتورسواری نیز با در نظر گرفتن ظاهر طراحی شده‌است، اغلب برای اینکه رانندگان راحت تر دیده شوند این لباس با قابلیت دیده شدن بالا با عملکردهای حفاظتی در برابر آب و هوا، باعث می‌شوند که موتورسوار ایمن بماند و بیشتر دیده شود. مد و استایل این فروش‌ها را به همان اندازهٔ ایمنی افزایش داده‌است، و یک دسته کاملاً مجزا از مد الهام گرفته شده از موتورسیکلت علاوه بر صنعت پوشاک خاص موتورسیکلت، کت‌های الهام گرفته از موتور سیکلت و سایر اقلام فروخته شده در فروشگاه‌های خرده فروشی عمومی وجود دارد که برای غیر از موتورسواران در نظر گرفته شده‌است. کلاه ایمنی، ژاکت و سایر لباس‌های موتورسواران نیز ممکن است طرح‌ها، متن‌ها و تصاویری را برای شناسایی سوار یا گروه او، مانند نشان باشگاه، پلیس، آتش‌نشانی و سایر سواران یا به عنوان فضای تبلیغاتی برای نشان‌های حامیان ورزشی موتورسیکلت نشان دهند.

## اهداف دیگر
همچنین ممکن است لباس‌های موتورسواران با در نظر گرفتن فضای ذخیره‌سازی ساخته شوند (داشتن جیب‌های خاص) و جیب‌های مختلفی از جمله جیب‌هایی برای نگه‌داشتن و نمایش نقشه‌ها، گوشی‌های هوشمند، دستگاه‌های GPS و سایر پوشیدنی‌ها یا بلوتوث‌ها یا دستگاه‌های ارتباطی دو طرفه رادیویی CB، که اغلب در کلاه ایمنی تعبیه شده‌اند را فراهم می‌کند.

## یادداشت
1. ↑  de Rome L, Ivers R, Fitzharris M, Du W, Haworth N, Heritier S, Richardson D. Motorcycle protective clothing: protection from injury or just the weather? Accid Anal Prev. 2011 Nov;43(6):1893-1900. doi: 10.1016/j.aap.2011.04.027. Epub 2011 May 28.